# Kirikú i les bèsties salvatges
Kirikú i les bèsties salvatges (títol original en francès: Kirikou et les Bêtes sauvages) és un llargmetratge de dibuixos animats de 74 minuts dirigit per Michel Ocelot i Benédicté Galup el 2005. És una coproducció entre França, Bèlgica i Luxemburg. Ha estat doblada al català.

## Argument
L'encant del petit nen africà Kirikú regressa a la pantalla gran per lluitar contra el mal. En aquesta ocasió, el seu avi, des del seu majestuós tron de la gruta Blava explica als més petits de la casa com Kirikú que ha de cercar el valor, l'astúcia, l'amor i la generositat que s'amaguen en el seu interior i que l'ajudaran a triomfar en la seva lluita contra el mal. Per aconseguir-ho, el nen africà es convertirà en terrissaire, detectiu, jardiner, comerciant i metge.

## Producció
Michel Ocelot, director del film, assegura que «no tenia cap intenció de fer un segon Kirikú». El cert és que l'èxit a taquilla i a la crítica han conduït al petit heroi africà al seu segon llargmetratge. Al costat del guió i la direcció de Michel Ocelot (Kirikou et la sorcière), encarregat sobretot dels diàlegs i la música, es troba Bénédicte Galup, dedicada en una més gran part als dibuixos que es van elaborar entre el Vietnam i Letònia. Malgrat tot, la pel·lícula és també un espectacle musical, la banda sonora de la qual ha estat composta pels africans Manu Dibango i Youssou N'Dour.